# アルピナ・B3ビターボ
B3ビターボ (B3 BITURBO)は、ドイツの自動車メーカーアルピナ（Alpina Burkard Bovensiepen GmbH&Co）が2013年3月より発売したセダン、およびステーションワゴンタイプの高級車である。

## 概要
B3はBMW・3シリーズをベースとして作成したオリジナルの車である。サイズはアルピナモデルでは一番コンパクトなモデルである。ボディそのものは3シリーズと共通であり、BMWのエンブレムも付くが、パワートレインは別設計され、大きく「ALPINA」の文字が書かれたエアロパーツやボディ側面のデコライン、特徴的な20インチのホイールが3シリーズとは別物であることを示している。
ボディーカラーはアルピナブルー、アルピナグリーンの他、3シリーズの色すべての色、他シリーズ、廃盤カラーも選べる場合がある（標準ソリッドカラー以外オプション）。内装には標準装備のウッドとしてアルピナ専用ウッド“elm”が使われているが、オプションでピアノブラックやカーボン調、ボディ同色なども選ぶことができる。レザーシートには標準のダコタレザー（5色9種類）、オプションのメリノレザー（5色）、アルピナレザー（ラヴァリナレザー）（15色）から選択することができる。また、シートにひし形マークや、アルピナロゴを入れることもできる。本体価格1,063万円（B3 Limousine）、1,134.8万円（B3 Touring）Limousineにはオプションで右ハンドルも選べる（+2.58万円）20インチの大径ホイールを標準装備（ALPINA CLASSIC Styling III)F8J R9J　タイヤはMICHELIN Pilot Super Sport PSS F245/30ZR20(90Y)XL R265/30/ZR20(94Y)XL
0-100km/hは4.2秒、0-200km/hは14.0秒、最高巡航速度（メーカー公表値）305km/hを誇る。

## ベースモデルとの違い（F30、F31）
エンジン
- ベースとなるシリンダーブロックはBMWのN55エンジンのものを流用している。
- ただし、N55にはツインターボの設定がないため、専用のシリンダーヘッド、ヘッドカバーを作成。
- クランクシャフトも専用で鍛造の物が使われている。
- ピストンはマーレ製の鍛造ピストン
- タービンは三菱製のタービンを1.2barで過給する。
- もちろんDMEもアルピナ製のため、最終的にエンジンとしては全く別のものとなっている。

冷却系統
- ラジエターファンは強化された850Wの電動ファンがつき、専用のインタークーラーを装備することにより、ノーマル比冷却効率が30%向上、吸気温度を100℃温度を下げることに貢献している。

トランスミッション
- ZF製8HP70 8速スイッチトロニックミッション。
- トルクコンバータはアルピナ製。プログラムも専用のものを使っている。
- ドライブシャフトも専用に強化されている。

ブレーキ
- メーカー：ブレンボ製
- フロント　対向4ポットキャリパー　ローター径370×30。
- リア　　　対向2ポットキャリパー　ローター径345×24。

マフラー
- アクラボビッチ製マフラーを装着することにより、BMWノーマル比7.5kgの軽量化に成功。

エアロパーツ
- 専用フロント&リアスポイラーがつく。効果としては180km/h時　335よりフロント、リア共に60%リフトを押さえ0リフトを維持する。

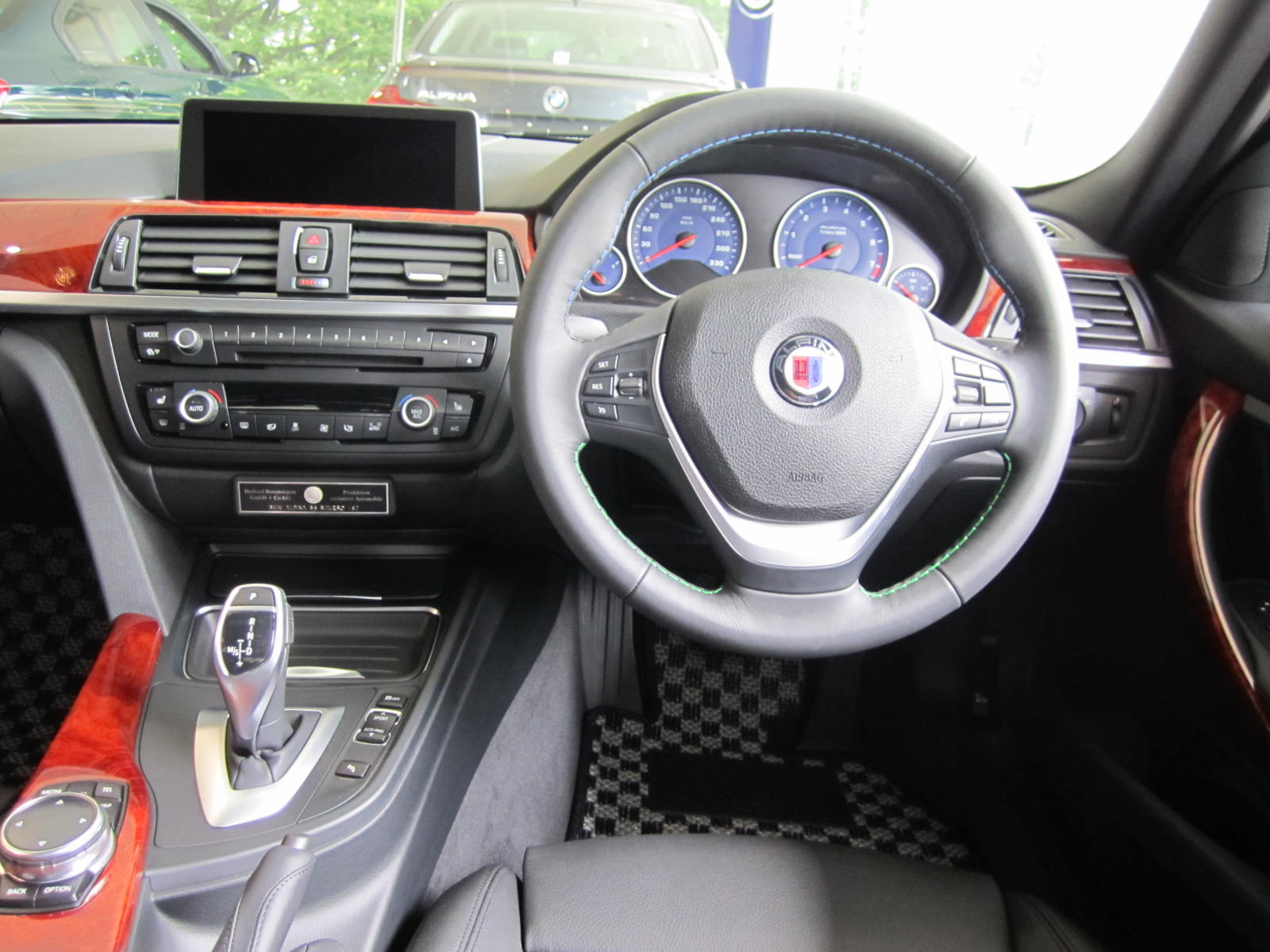
B3リムジン内装
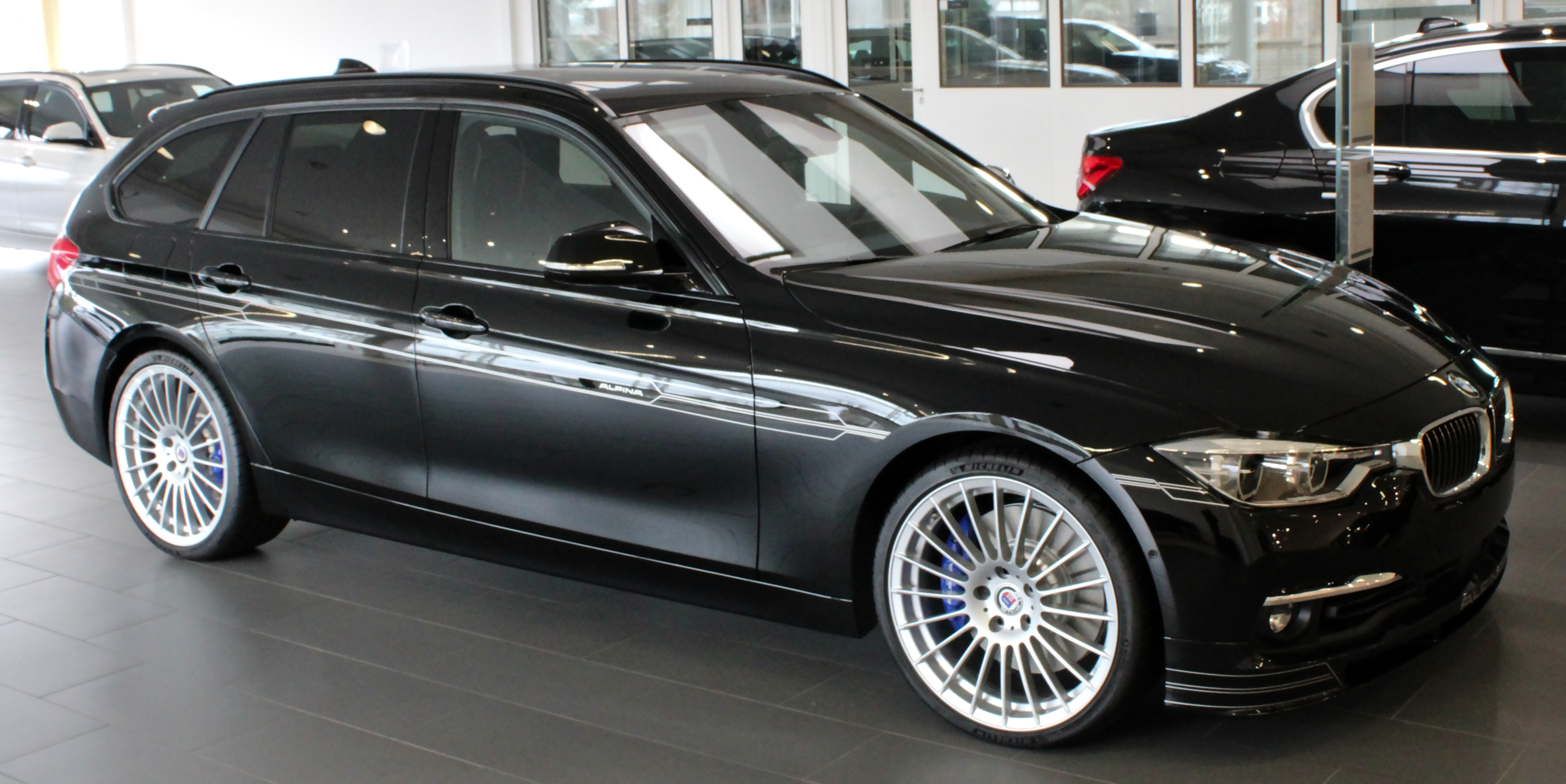
B3ツーリング前
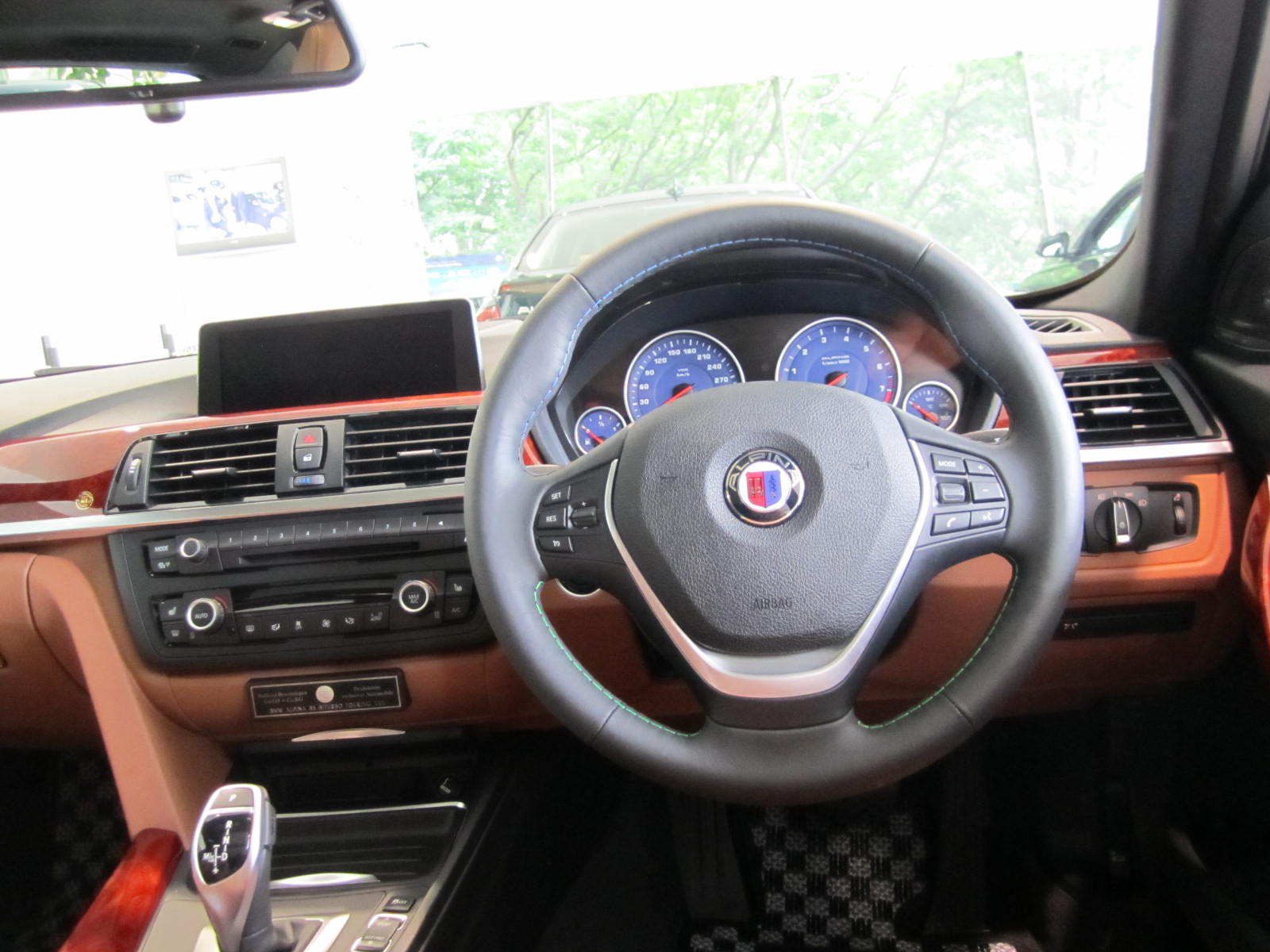
B3ツーリング内装
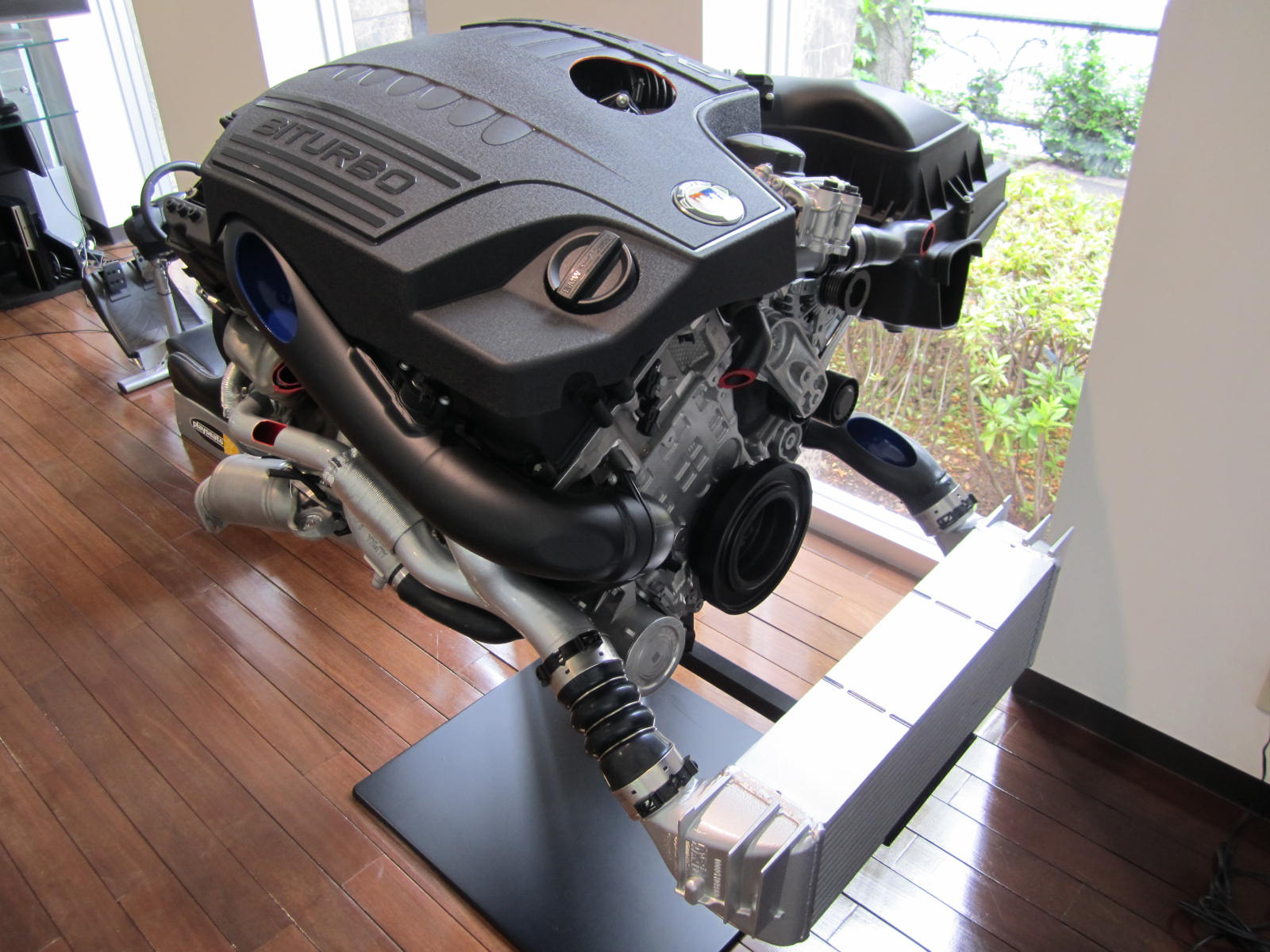
B3エンジン